# Brasilianische Fußballnationalmannschaft (U-15-Junioren)
Die brasilianische U-15-Fußballnationalmannschaft ist eine Auswahlmannschaft brasilianischer Fußballspieler. Sie unterliegt der Confederação Brasileira de Futebol und repräsentiert sie international auf U-15-Ebene, etwa in Freundschaftsspielen gegen die Auswahlmannschaften anderer nationaler Verbände, bei U-15-Südamerikameisterschaft.
Die Südamerikameisterschaft wird seit 2004 ausgetragen. Im ersten Jahr noch als U-16-Turnier. Seit 2005 findet sie im Zweijahresrhythmus als U-15-Wettbewerb statt. Mit fünf Titeln ist die Mannschaft Rekordsieger. Zudem erreichte sie bei Südamerikameisterschaften zwei Mal den zweiten Platz.

## Teilnahme an U-15-Südamerikameisterschaft
| 2004 | Viertelfinale |
| 2005 | Sieger        |
| 2007 | Sieger        |
| 2009 | 2. Platz      |
| 2011 | Sieger        |
| 2013 | Gruppenphase  |
| 2015 | Sieger        |
| 2017 | 2. Platz      |
| 2019 | Sieger        |
| 2023 | 5. Platz      |

## Trainer
- Lucho Nizzo (2004)
- Edgar Pereira (2005)
- Jorge da Silveira (2007)
- Leandro Louredo (2009)
- Marquinhos Santos (2011)
- Caio Zanardi (2013)
- Guilherme Dalla Déa (2015)
- Paulo Victor Gomes (2017–2019)
- Dudu Patetuci (2021–)